# Tang Chun Man
Tang Chun Man (en chino: 鄧俊文; Hong Kong, 20 de marzo de 1995) es un deportista hongkonés que compite en bádminton, en la modalidad de dobles mixto.
Ganó dos medallas de bronce en el Campeonato Mundial de Bádminton, en los años 2018 y 2021. En los Juegos Asiáticos de 2018 consiguió una medalla de plata en la prueba de dobles mixto.
Participó en los Juegos Olímpicos de Tokio 2020, ocupando el cuarto lugar en la prueba de dobles mixto.

## Palmarés internacional
| Campeonato Mundial | Campeonato Mundial  | Campeonato Mundial | Campeonato Mundial |
| Año                | Lugar               | Medalla            | Prueba             |
| ------------------ | ------------------- | ------------------ | ------------------ |
| 2018               | Nankín (China)      | Medalla de bronce  | Dobles mixto       |
| 2021               | Huelva (España)     | Medalla de bronce  | Dobles mixto       |
| Juegos Asiáticos   |                     |                    |                    |
| Año                | Lugar               | Medalla            | Prueba             |
| 2018               | Yakarta (Indonesia) | Medalla de plata   | Dobles mixto       |